# شعيب محمد (لاعب كريكت)
شعيب محمد (8 يناير 1961 بكراتشي في باكستان - ) (بالأردية: شعیب محمد) (بالإنجليزية: شعیب محمد) هو لاعب كريكت باكستاني.

## وصلات خارجية
- شعيب محمد على موقع إي آس بي آن كريك إنفو (الإنجليزية)